# Accacidia dubia
Accacidia dubia är en insektsart som beskrevs av Irena Dworakowska 1971. Accacidia dubia ingår i släktet Accacidia och familjen dvärgstritar.
Artens utbredningsområde är Sudan. Inga underarter finns listade i Catalogue of Life.